# Aero Spacelines
Aero Spacelines, Inc est une entreprise de construction aéronautique américaine, aujourd’hui disparue, dont l’unique activité a consisté à convertir et exploiter des avions-cargo dérivés du Boeing 377 Stratocruiser.

## Des avions-cargo pour la NASA

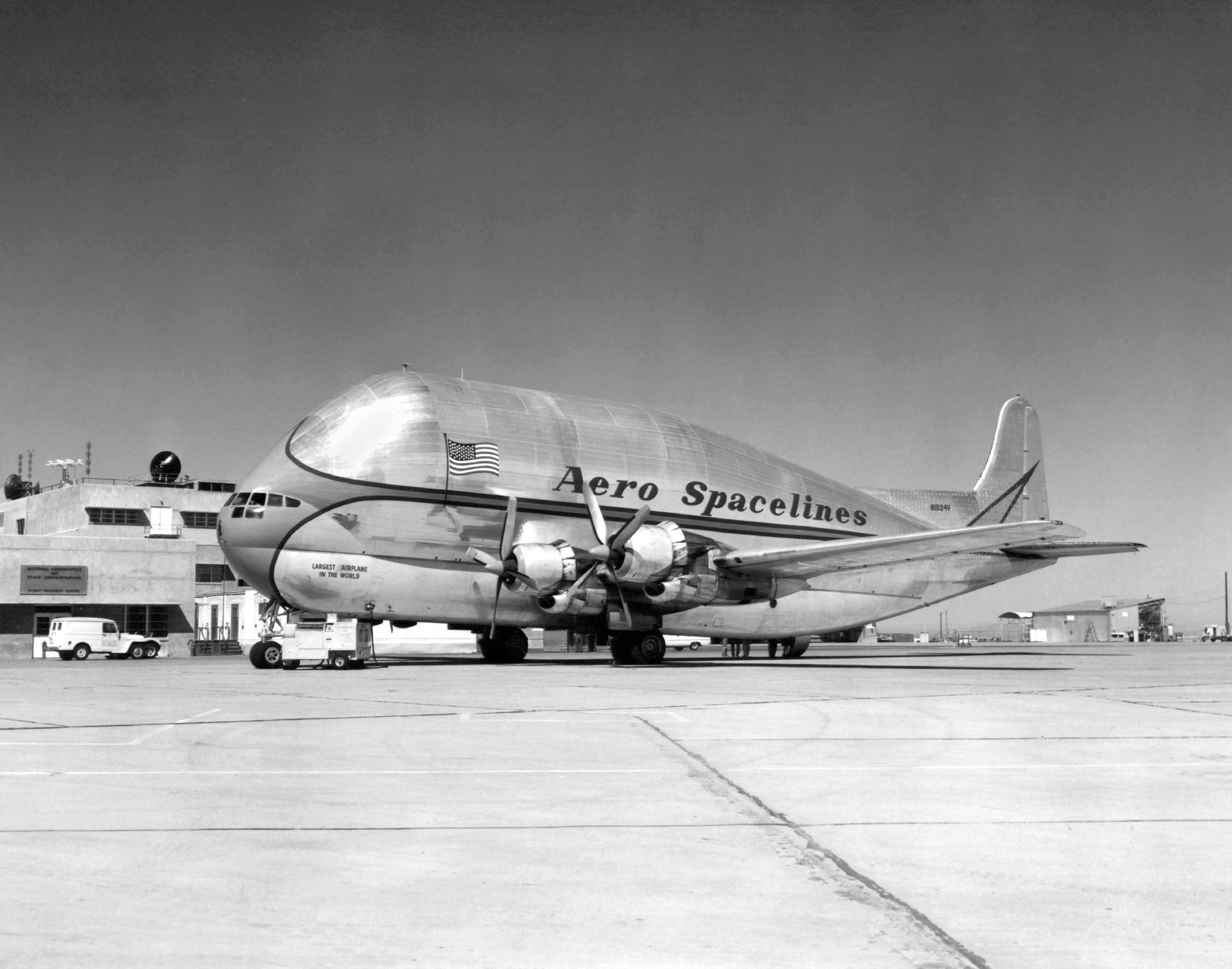
Pregnant Guppy, construit pour transporter les éléments de la fusée Saturn V

En 1960, Lee Mansdorf, un courtier en avions de Van Nuys, Californie, stockait les quadrimoteurs Boeing 377 dont les compagnies aériennes souhaitaient se débarrasser pour acheter les nouveaux avions à réaction quand il rencontra John M. « Jack » Conroy. Ancien pilote de l’USAF, Conroy n'était pas un ingénieur, mais il savait que la NASA rencontrait des difficultés pour transporter les moteurs-fusées de ses lanceurs Saturn V entre la Californie (où ils étaient fabriqués) et la Floride (où étaient effectués les lancements). Trop gros pour être transportés par voie terrestre, ils étaient acheminés par voie maritime via le Canal de Panama, une solution particulièrement onéreuse, avec des risques de détérioration importants. Relativement légers, ils auraient pu être transportés par voie aérienne, mais aucun avion existant ne permettait leur transport.
Il semble que ce soit au cours d’un dîner entre amis que Jack Conroy et Lee Mansdorf échafaudèrent le projet de réaliser un avion capable de répondre au besoin de la NASA. Celle-ci, et en particulier Wernher von Braun, ayant exprimé un certain intérêt (sans engagement formel), Aero Spacelines, Inc. fut créée à Van Nuys, Californie, Jack Conroy en était le directeur exécutif et Mansorf vice-président, la présidence revenant à Lloyd Dorsett, industriel de Norman, Oklahoma, qui finançait l’entreprise. Sans aucun soutien officiel, le financement du projet eut rapidement raison des capacités de Lloyd Dorsett et il fallut toute l’énergie de Jack Conroy, qui dut mettre en gage sa maison et vendre ses voitures, pour que des avions voient le jour.

## Seulement 8 avions construits
Au total Aero Spacelines a construit 8 avions sous la désignation générique de Guppy :
- Pregnant Guppy : un appareil [N1024V], affecté au transport des accélérateurs des fusées du programme Apollo. Cet avion a été démoli en 1979 ;
- Super Guppy : un appareil à capacité accrue et autonomie supérieure [N1038V] ;
- Super Guppy Turbine : deux appareils similaires au précédent [N211AS, N212AS], équipés de turbines à hélice. En butte à des difficultés financières, Aero Spacelines accepta de vendre ces deux appareils à Airbus Industries en 1970. Deux autres appareils furent commandés par Airbus Industries en 1978. Livrés en sous-ensembles en 1978 et 1979, ils furent assemblés par UTA Industries [F-GDSG, F-GEAI] ;
- Mini Guppy : un appareil [N1037V] de gabarit moins important que le Super Guppy ;
- Mini Guppy Turbine : un appareil [N111AS] équipé de turbines à hélice. Cet appareil fut détruit sur accident le 12 mai 1970.

Aero Spacelines fut racheté en 1967 par Unexcelled Corporation, puis revendu en 1974 à Tractor Inc et rebaptisée Tractor Aviation en 1981. Tractor Aviation fut à son tour revendu à Lucas Aerospace et rebaptisé Lucas Aviation. Ces entreprises successives ne tentèrent pas de poursuivre la production de la gamme des Guppy, mais assurèrent le soutien technique des 7 avions en service jusqu’à la fin des années 1990 et l’annonce du développement de l’Airbus A300-600ST Beluga.

## Un impact important
Aero Spacelines a joué un rôle important dans l’histoire du transport aérien, en démontrant que celui-ci pouvait être une solution économiquement viable dans le domaine des transports hors gabarit. Après avoir fondé Conroy Aircraft (en) en 1965, Jack Conroy (en) a réalisé le Skymonster, sorte de Mini Guppy utilisant une cellule de Canadair CL-44, puis s’est tourné vers la remotorisation d’avions avec des turbines. Airbus Industrie, qui a exploité 4 Super Guppy, a repris l’idée pour développer le A300-600ST Beluga, tout comme Boeing utilise une version modifiée du Boeing 747-400, le Boeing 747-400 Large Cargo Freighter, pour l’acheminement par voie aérienne des éléments du 787 entre le Japon, l’Australie, l’Italie d’une part, et Everett d’autre part.
Il reste aujourd’hui un seul Super Guppy Turbine en état de vol. Acheté par la NASA en 1997, il est utilisé pour le transport des éléments de la Station spatiale internationale.